# N-گلیکولیزاسیون

انواع گوناگون گلیکان در ارگانیسم‌های مختلف.

N-گلیکوزیلاسیون (انگلیسی: N-linked glycosylation) به فرایند اتصال مولکول قندی الیگوساکارید (موسوم به مولکول گلیکان) به یک اتمِ نیتروژن (نیتروژن آمیدیِ ریشهٔ آسپاراژین در یک پروتئین) گفته می‌شود که در علم بیوشیمی مورد مطالعه و بررسی است. نوع اتصالات اتمی، هم در عملکرد و هم در ساختار فیزیکی پروتئین‌های برخی از یوکاریوت‌ها مؤثر است.
فرایند N-گلیکوزیلاسیون در یوکاریوت‌ها، باستانیان و خیلی به‌ندرت، در باکتری‌ها رخ می‌دهد. ماهیت گلیکان‌های حاوی پیوند نیتروژنی که به گلیکوپروتئین متصل می‌شوند، بر حسب آنکه در کدام سلول بیان می‌شوند، متفاوت است. این موضوع همچنین در گونه‌های مختلف با هم تفاوت دارد و گونه‌های مختلف جانوری، انواع متفاوتی از گلیکان‌های دارای پیوند نیتروژنی را می‌سازند.

مسیر بیوسنتز گلیکوپروتئین‌های حاوی پیوند نیتروژنی: این فرایند در شبکه آندوپلاسمی شروع می‌شود و در دستگاه گلژی ادامه می‌یابد و در غشاء پلاسمایی خاتمه می‌یابد. محصول نهایی، یا ترشح می‌شود یا در داخل همان غشاء پلاسمایی باقی می‌ماند.